# Anastasia Slonova (fotbalistă)
Anastasia Slonova (n. 17 mai 1984, Chișinău, RSS Moldovenească, URSS) este o fostă fotbalistă din Republica Moldova, care a jucat în poziția de atacant. A făcut parte din echipa națională de fotbal feminin a Republicii Moldova (2001-2006) și a jucat la Codru Chișinău (2001-2003), FC Narta ȘS Drăsliceni⁠(d) (2003-2004), Nadejda Noghinsk⁠(d) (2003-2004, 2005-2009), WFC Rossiyanka⁠(d) (2010-2011) și Zorki Krasnogorsk⁠(d) (2012-2015).